# Lemurek
Lemurek (Cheirogaleus) – rodzaj ssaków z rodziny lemurkowatych (Cheirogaleidae).

## Rozmieszczenie geograficzne
Rodzaj obejmuje gatunki występujące endemicznie na zalesionych obszarach Madagaskaru.

## Morfologia
Długość ciała 17–29 cm, ogona 19–28 cm; masa ciała 135–458 g.

## Systematyka
Rodzaj zdefiniował w 1812 roku francuski przyrodnik Étienne Geoffroy Saint-Hilaire w artykule poświęconym notatkom na temat trzech rysunków komercyjnych przedstawiających  nieznany rodzaj zwierząt czworonożnych, opublikowanym w czasopiśmie Annales du Muséum National d’Histoire Naturelle. Geoffroy Saint-Hilaire wymienił trzy gatunki – Cheirogaleus major É. Geoffroy Saint-Hilaire, 1812, Cheirogaleus medius É. Geoffroy Saint-Hilaire, 1812 i Cheirogaleus minor É. Geoffroy Saint-Hilaire, 1812 (= Lemur murinus J.F. Miller, 1777) – nie wskazując gatunku typowego; w ramach późniejszego oznaczenia w 1907 roku amerykański przyrodnik Daniel Giraud Elliot na typ nomenklatoryczny wyznaczył Cheirogaleus major É. Geoffroy Saint-Hilaire, 1812 (lemurek większy).

### Etymologia
- Cheirogaleus (Chirogaleus, Chirogaleus, Chirogale, Cheirogalus, Chirogalus, Cheirogale): gr. χειρ kheir, χειρος kheiros ‘dłoń’; γαλεή galeē lub γαλή galē ‘łasica’[24].
- Myspithecus: gr. μυς mus, μυος muos ‘mysz’; πιθηκος pithēkos ‘małpa’[25]. Gatunek typowy (oznaczenie monotypowe): Myspithecus typus F. Cuvier, 1833 (= Cheirogaleus major É. Geoffroy Saint-Hilaire, 1812).
- Cebugale: gr. κήβος kēbos ‘długoogoniasta małpa’; γαλεή galeē lub γαλή galē ‘łasica’[26]. Gatunek typowy (oznaczenie monotypowe): Lemur commersonii Wolf, 1822 (= Cheirogaleus major É. Geoffroy Saint-Hilaire, 1812).
- Mioxicebus (Myoxicebus, Myoxocebus, Mioxocebus): gr. μυωξος muōxos ‘popielica’; κήβος kēbos ‘długoogoniasta małpa’[27]. Gatunek typowy: Lesson wymienił dwa gatunki – Mioxicebus griseus Lesson, 1840 (= Cheirogaleus major É. Geoffroy Saint-Hilaire, 1812) i Mioxicebus rufus Lesson, 1840 (= Galago Demidoff G. Fischer, 1806) – z których gatunkiem typowym jest (późniejsze oznaczenie) Mioxicebus griseus Lesson, 1840 (= Cheirogaleus major É. Geoffroy Saint-Hilaire, 1812)[23].
- Opolemur: gr. οπος opos ‘sok warzywny, roślinny’ (tj. tłusty); rodzaj Lemur Linnaeus, 1758 (lemur)[28]. Gatunek typowy (oznaczenie monotypowe): Cheirogaleus milii É. Geoffroy Saint-Hilaire, 1828 (= Cheirogaleus major É. Geoffroy Saint-Hilaire, 1812).
- Altililemur (Altilemur): łac. altilis ‘tuczony’; rodzaj Lemur Linnaeus, 1758 (lemur)[15]. Gatunek typowy (oryginalne oznaczenie): Cheirogaleus medius É. Geoffroy Saint-Hilaire, 1812.

### Podział systematyczny
Do rodzaju należą następujące gatunki:
| Grafika | Gatunek                  | Autor i rok opisu | Nazwa zwyczajowa     | Podgatunki         | Rozmieszczenie geograficzne | Podstawowe wymiary                                  | Status IUCN |
| ------- | ------------------------ | --- | -------------------- | ------------------ | --- | --------------------------------------------------- | ----------- |
|         | Cheirogaleus sibreei     | Forsyth Major, 1896 | lemurek malgaski     | gatunek monotypowy | być może ograniczony przez rzekę Onive, rzekę Mangoro, Anjozorobe i korytarz prowadzący do zachodniej części lasu Tsinjoarivo; zakres wysokości: powyżej 1400 m n.p.m.     | DC: 20–23 cm DO: 22–26 cm MC: około 272 g           | CR          |
|         | Cheirogaleus minusculus  | Groves, 2000 | lemurek mały         | gatunek monotypowy | znany tylko z miejsca typowego w Ambositra, na północ od Fianarantsy | DC: brak danych DO: brak danych MC: brak danych     | NE          |
|         | Cheirogaleus shethi      | Frasier, Lei, McLain, J.M. Taylor, C.A. Bailey, Ginter, Nash, Randriamampionona, Groves, Mittermeier & Louis, 2016          |                      | gatunek monotypowy | od Ankarany na wschód do Bekaraoki | DC: około 16,3 cm DO: około 11,5 cm MC: brak danych | EN          |
|         | Cheirogaleus thomasi     | Forsyth Major, 1894 |                      | gatunek monotypowy | od St Luce do Petriky; zakres wysokości: 90–320 m n.p.m. | DC: brak danych DO: brak danych MC: brak danych     | EN          |
|         | Cheirogaleus medius      | É. Geoffroy Saint-Hilaire, 1812                                                                                             | lemurek średni       | gatunek monotypowy | od Zombitse na południe do Tsingy de Bemaraha; zakres wysokości: 60–800 m n.p.m.                                                                                           | DC: 17–23 cm DO: 19–27 cm MC: około 135 g           | VU          |
|         | Cheirogaleus major       | É. Geoffroy Saint-Hilaire, 1812                                                                                             | lemurek większy      | gatunek monotypowy | z północnego krańca na południe do okolic Tôlanaro i lasu przybrzeżnego w Mandena; także na środkowym zachodzie (góry Vohimena i Anosy); zakres wysokości: 0–1800 m n.p.m. | DC: 28–29 cm DO: 27–28 cm MC: 314–414 g             | VU          |
|         | Cheirogaleus andysabini  | Lei, McLain, Frasier, J.M. Taylor, C.A. Bailey, Engberg, Ginter, Nash, Randriamampionona, Groves, Mittermeier & Louis, 2015 |                      | gatunek monotypowy | Park Narodowy Montagne d’Ambre i obszary wokół Joffreville, na południowy zachód do Irodo                                                                                  | DC: około 26 cm DO: około 28 cm MC: brak danych     | EN          |
|         | Cheirogaleus grovesi     | McLain, Lei, Frasier, J.M. Taylor, C.A. Bailey, Robertson, Nash, Randriamanana, Mittermeier & Louis, 2017                   |                      | gatunek monotypowy | Parki Narodowe Ranomafana i Andringitra oraz otaczające je obszary; prawdopodobnie lokalnie pomiędzy dwoma parkami                                                         | DC: brak danych DO: około 29 cm MC: około 45 g      | DD          |
|         | Cheirogaleus lavasoensis | Thiele, Razafimahatratra & Hapke, 2013                                                                                      |                      | gatunek monotypowy | południowe zbocza gór Lavasoa | DC: brak danych DO: brak danych MC: brak danych     | EN          |
|         | Cheirogaleus crossleyi   | A. Grandidier, 1870 | lemurek puszystouchy | gatunek monotypowy | Park Narodowy Marojejy, COMASTA, Makirovana-Tsihomanaomby, Ambohitromby na południe so Ankazomivady, Ankafobe oraz Ambohitantely; zakres wysokości: 0–1800 m n.p.m.        | DC: 22–26 cm DO: 21–27 cm MC: 370–458 g             | VU          |

Kategorie IUCN:  VU  – gatunek narażony,  EN  – gatunek zagrożony,  CR  – gatunek krytycznie zagrożony,  DD  – gatunki o nieokreślonym stopniu zagrożenia.